# Michael Koch
Michael Koch (nacido el 13 de enero de 1966 (59 años) en Lich, Alemania)  es un exjugador de baloncesto alemán. Su estatura es de 1.90 cm y jugaba en la posición de base. Ha entrenado al ALBA Berlín y la selección sub-20 alemana. Actualmente, entrena al Telekom Bonn.

## Equipos
- 1983-86 Gießen 46ers
- 1987-91 BBC Bayreuth
- 1991-96 Bayer Leverkusen
- 1996-01 Panathinaikos BC
- 2001-02 Maroussi BC
- 2002-03 Ionikos Neas Filadelfeias BC
- 2003-04 Dragons Rhöndorf
- 2004-05 Bayer Leverkusen

## Palmarés
- Bayreuth:

1 Liga alemana: 1989
2 Copas de Alemania: 1988, 1989.
- Bayer Leverkusen:

5 Liga alemana: 1992, 1993, 1994, 1995, 1996
2 Copas de Alemania 1993, 1995.
- Panathinaikos BC:

4 Ligas de Grecia: 1998,  1999,  2000, 2001.
1 Euroliga: 2000.